# Skrzydłoszpon obrożny
Skrzydłoszpon obrożny (Chauna torquata) – gatunek dużego ptaka z rodziny skrzydłoszponów (Anhimidae). Zasiedla środkową i wschodnią Amerykę Południową – od południowo-wschodniego Peru i południowej Brazylii po środkową Argentynę.
SystematykaSkrzydłoszpon obrożny został opisany w 1816 roku przez niemieckiego naturalistę Lorenza Okena pod nazwą Chaja torquata. Brak podgatunków.
MorfologiaDługość ciała 83–90 cm, masa ciała 2,7–4,4 kg. Głowa szara, z czerwoną skórą wokół oka i na kantarku, sępi dziób, przystosowany do ściskania i rozrywania pożywienia. Czarna obroża. Ogólnie cały szary, jakby łuskowany, z ciemniejszymi skrzydłami. Czerwone nogi.
Ekologia i zachowaniePrzebywa w grupach, odżywia się roślinnością porastającą brzegi rzek. Składa 3–5 jaj, inkubacja trwa 43–46 dni. Choć nie posiada błon pławnych, doskonale pływa. Niekiedy oswajany jako ptak stróżujący; głos niesie się na odległość 3 km.
StatusMiędzynarodowa Unia Ochrony Przyrody (IUCN) uznaje skrzydłoszpona obrożnego za gatunek najmniejszej troski (LC – Least Concern) nieprzerwanie od 1988 roku. Trend liczebności populacji uznaje się za stabilny.